# Andrzej Tykarski
Andrzej Piotr Tykarski (ur. 20 grudnia 1957 w Koszalinie) – polski lekarz, internista, profesor nauk medycznych, rektor Uniwersytetu Medycznego im. Karola Marcinkowskiego w Poznaniu w kadencjach 2016–2020 i 2020–2024.

## Życiorys
Ukończył II Liceum Ogólnokształcące im. Władysława Broniewskiego w Koszalinie (1976) oraz studia medyczne na Wydziale Lekarskim Akademii Medycznej im. Karola Marcinkowskiego w Poznaniu (1982). Stopień doktora nauk medycznych otrzymał w 1988. Habilitował się na macierzystej uczelni w 1998 na podstawie rozprawy zatytułowanej Mechanizm hiperurykemii oraz wpływ leków hipotensyjnych na transport kwasu moczowego i jego prekursorów w nefronie w nadciśnieniu tętniczym pierwotnym. 17 listopada 2005 otrzymał tytuł profesora nauk medycznych.
Specjalizacje I (1985) i II (1988) stopnia uzyskiwał w zakresie chorób wewnętrznych, ponadto specjalizował się z angiologii (2002) i hipertensjologii (2006). Zawodowo od 1982 związany z Akademią Medyczną w Poznaniu (przekształconą następnie w Uniwersytet Medyczny). Podjął wówczas pracę w Klinice Chorób Wewnętrznych. W 2003 został profesorem nadzwyczajnym, a w 2009 objął stanowisko profesora zwyczajnego. W 2010 został kierownikiem Katedry i Kliniki Hipertensjologii, Angiologii i Chorób Wewnętrznych Uniwersytetu Medycznego w Poznaniu. Jako lekarz objął kierownictwo oddziału nadciśnienia tętniczego, angiologii i chorób wewnętrznych Szpitala Klinicznego Przemienienia Pańskiego w Poznaniu.
Pełnił różne funkcje w strukturach swojej uczelni. W latach 2005–2012 był dziekanem Wydziału Lekarskiego II. W 2012 powołany na prorektora ds. organizacji, promocji i rozwoju. 3 marca 2016 wybrany na rektora UMP na czteroletnią kadencję (od 1 września 2016). W marcu 2020 uzyskał reelekcję na drugą czteroletnią kadencję.
Członek m.in. Towarzystwa Internistów Polskich oraz Polskiego Towarzystwa Nadciśnienia Tętniczego (w tym prezes w kadencji 2014–2016). Od 2004 do 2014 był redaktorem naczelnym periodyku „Nadciśnienie Tętnicze”. W listopadzie 2020 powołany na stanowisko pełnomocnika wojewody wielkopolskiego ds. szpitala tymczasowego na terenie Międzynarodowych Targów Poznańskich.

## Życie prywatne
Jest żonaty, ma syna i córkę.